# Humberto de Maracanã
Humberto Barbosa Mendes, mais conhecido como Humberto de Maracanã (São Luís, 2 de novembro de 1939 — São Luís, 19 de janeiro de 2015), foi um amo, cantor e compositor do Bumba-meu-boi maranhense.
Iniciou a cantar ainda na infância, tendo começado a cantar no Boi de Maracanã a partir de 1973, junto com outros cantores. Em 1981, tornou-se o principal cantador ("amo") da brincadeira e passou a liderar o grupo, organizando e registrando como entidade física, e permitindo a participação de mulheres e crianças. 
Era considerado pelos folcloristas como uma referência da cultura popular maranhense. Uma de suas principais toadas se tornou símbolo do São João maranhense, "Maranhão, Meu Tesouro, meu Torrão". A música também foi gravada pela cantora maranhense Alcione e usada em diversas campanhas para divulgar a cultura maranhense. 
Suas toadas abordavam as belezas da natureza local, a força de seus antepassados africanos e indígenas, os desafios e diálogos com outros grandes amos de Bumba-meu-boi do Maranhão, do compromisso com as divindades e com São João Batista, que, segundo Humberto de Maracanã, foi quem determinou que ele deveria cantar no bumba-meu-boi.
Foi reconhecido pelo Ministério da Cultura como "mestre em cultura popular", em 2008. Foi condecorado com a Medalha de Honra ao Mérito La Ravadière, pela Câmara dos Vereadores de São Luís, além de ter sido homenageado pela Assembleia Legislativa do Maranhão.